# Roger Felli

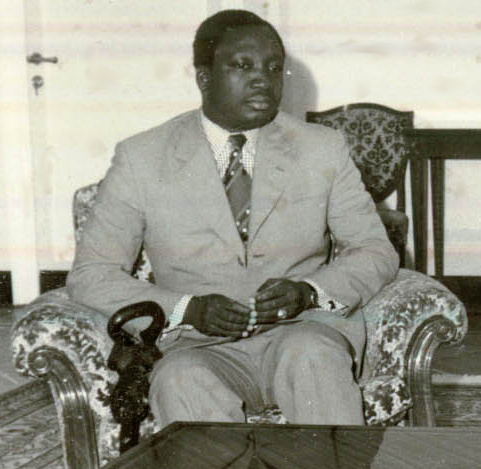
Roger Joseph Felli

Colonel Roger Joseph Atogetipoli Felli (* 2. Mai 1941 in Navrongo; † 26. Juni 1979 in Accra, Ghana) war ein ghanaischer Militär, Politiker und ehemaliger Außenminister Ghanas. Felli war in der Zeit von 1975 bis 1979 während der Militärdiktatur unter Ignatius Kutu Acheampong Außenminister Ghanas.

## Leben
Felli begann seine Militärkarriere bei den Ghana Armed Forces und nahm an vielen Ausbildungsschritten in Großbritannien teil. Bereits 1963 wurde er in den Rang eines Leutnants ernannt, von dem er bis zum Oberst seine militärische Karriere fortsetzte.
Im Jahr 1972 wurde Felli im Regime von Acheampong zunächst Minister (Commissioner) für Arbeit und Bauwesen. Später wurde er Minister der Ressorts Handel, Tourismus, Wirtschaftsplanung und Äußeres.
Er kam im Verlauf des blutigen Putsches von Jerry Rawlings am 26. Juni 1979 ums Leben. Er war einer von acht Soldaten, die an diesem Tag in Accra exekutiert worden sind. Weitere Opfer dieser Exekution waren Gen. Akwasi Afrifa, Gen. Fred Akuffo, Vize-Marschall der Luftwaffe Yaw Boakye, Generalmajor Robert Kotei, Admiral Roy Amedume. Präsident Ignatius Kutu Acheampong war mit Generalmajor Utuka bereits am 16. Juni exekutiert worden.
Nachdem der Oberst zunächst in einem namenlosen Grab in Accra beigesetzt war, wurde er später nach Navrongo in seine Heimatstadt überführt und feierlich Ende 2001 beigesetzt.
Der Regionalminister der Upper East Region, Major Joe Felli ist ein jüngerer Bruder von Roger Joseph Felli. Raphael Felli ist ein Sohn Fellis und in den USA als Staatsanwalt tätig.